# Диденко, Текля Тимофеевна
Текля Тимофеевна Диденко, другой вариант имени — Текла (1921 год — дата смерти неизвестна) — рабочая совхоза имени Берия Министерства сельского хозяйства СССР, Цаленджихский район, Грузинская ССР. Герой Социалистического Труда (1949).

## Биография
Родилась в 1921 году на территории современной Одесской области. В послевоенное время трудилась рабочей в совхозе имени Берия Цаленджихского района (сегодня — Цаленджихский муниципалитет).
В 1948 году собрала 6488 килограмм сортового зелёного чайного листа на участке площадью 0,5 гектара. Указом Президиума Верховного Совета СССР от 5 июля 1949 года удостоена звания Героя Социалистического Труда за «получение высоких урожаев сортового зелёного чайного листа и цитрусовых плодов в 1948 году» с вручением ордена Ленина и золотой медали «Серп и Молот» (№ 4630).
За выдающиеся трудовые достижения в последующие годы дважды награждалась орденом Трудового Красного Знамени.
Позднее переехала в Абхазскую АССР. Дата смерти не установлена.
Награды
- Герой Социалистического Труда
- Орден Ленина
- Орден Трудового Красного Знамени — дважды (31.07.1950; 27.07.1951)